# Lucie Crain
Lucie Wilhelmine Sophie Johanne Luise Crain (* 1833/1834 in Wismar, Mecklenburg; † 21. März 1902 in Berlin) war eine deutsche Unternehmerin, Frauenrechtlerin in der Kaiserzeit und Gründerin der Crainschen Anstalten in Berlin.

## Leben undCrainsche Anstalten
Lucie Crain war die Tochter des Magisters und Schulrektors Carl Ferdinand Crain und seiner Ehefrau Maria Sophia Magdalene, geborene Schröder.
Nahezu mittellos und ohne eigene systematische Ausbildung gelang es Lucie Crain, ihrer Passion für eine bessere Bildung von Mädchen und Frauen nachzugehen, indem sie die Crainschen Anstalten gründete. Zu diesen zählten eine Höhere Mädchenschule, Knabenvorschule, Selekta, Lehrerinnenseminar und Internat.
Die Crainschen Anstalten waren während der Zeit des Kaiserreichs in Deutschland eine der führenden Bildungseinrichtung für Mädchen und zählten zu den renommierten Höheren Töchterschulen.
Zu den Lehrerinnen der Crainschen Anstalten gehörte die Frauenrechtlerin und Bildungspolitikerin Helene Lange. Zu den Schülerinnen zählten die Schriftstellerin Marie von Bunsen, die Schriftstellerin Helene Herrmann und Adelheid Mommsen, die Tochter von Theodor Mommsen.
Lucie Crain war es als nüchterner Unternehmerin klar, dass die Rahmenbedingungen stimmen mussten, damit das Unternehmen einen guten Ruf erringen und diesen dann auch halten konnte. So sorgte sie dafür, dass die Lehrerinnen ein gutes Gehalt erhielten, und sorgte als Bauherrin für ein repräsentatives Aussehen der Anstaltsgebäude. Für das Haus „Tanneck“ in Charlottenburg-Westend, Kaiserdamm 38, das sie als Pensionat führte, wählte sie den Architekten Albrecht Becker, der es 1889 von 1891 errichtete.
Crain starb unverheiratet 1902 im Alter von 68 Jahren in ihrer Wohnung in Berlin-Charlottenburg.